# Upaszampadá

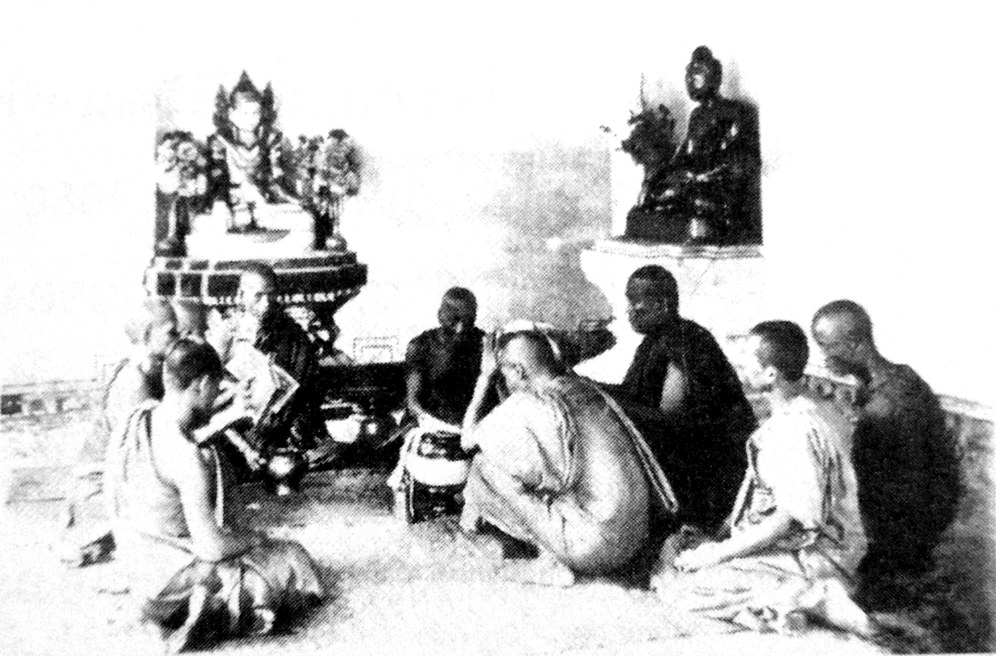
Egy burmai szerzetes upaszampadá szertartása

Az upaszampadá (páli) szó szerinti jelentése „az aszkéta hagyomány megközelítése”. A buddhizmusban ezt arra a szertartásra használják, amely során a világi gyakorló az egyház kötelékeibe lép és felvételt nyer, mint szerzetes (bhikkhu) vagy apáca (bhikkhuni). A szertartásra az esős évszakkor történő elvonuláskor (vassza) kerül sor, amely Dél-Ázsiában a monszun időszaka. A felvételt nyert szerzetesek és apácák általában számolják az utána eltelt esős évszakok számát – „öt eső óta nyertem felvételt”.
A buddhista egyházi magaviseleti szabályzat (Vinaja) szerint csupán a 20. évet betöltött személyek válhatnak szerzetessé vagy apácává. A fiatalabbak nem vehetnek részt az upaszampadá szertartáson, viszont papnövendékek lehetnek (fiúk: srámanéra, lányok: srámanéri). Húszéves kor után a papnövendékek elérhetővé válnak az apaszampadára.
Egyes szervezetek megkövetelik, hogy a jelentkező az upaszampadá előtt a világi életről már félig lemondott állapotban töltsön egy bizonyos időt. Ez a felkészülés és a kulturális hozzászokás miatt szükséges. A papnövendékek számára előírt szabályok nem olyan szigorúak, mint a teljes jogú szerzeteseké.
Hagyományosan az upaszampadá szertartást egy erre a célra kijelölt, meghatározott helyen, az ún. szimában (szima malaka) végzik, amelyen jelen kell, hogy legyen egy adott számú szerzetes: „tíz, de elég akár öt is a nagyon félreeső területeken”.